# سرطان مغزلي الخلايا
السرطان مغزلي الخلايا (بالإنجليزية: Spindle cell sarcoma)‏ هو نوع من سرطان الأنسجة الضامة التي كانت على شكل خلايا مغزلية عند فحصها تحت المجهر. تبدأ الأورام عادة في طبقات من النسيج الضام مثل هذا تحت الجلد، بين العضلات والأعضاء المحيطة بها، وسوف تبدأ عادة كتورم صغير مع الالتهاب الذي ينمو. في البداية ستكون الكتلة ذاتية الاحتواء حيث يكون الورم في مرحلته الأولى، وليس من الضرورة أن يتوسع أكبر من شكله المغلف. ومع ذلك، فإنه يمكن أن تتطور العمليات السرطانية التي لا يمكن الكشف عنها إلا من خلال الفحص المجهري. على هذا النحو، يتم التعامل مع الورم على هذا المستوى عن طريق الاستئصال التي تتضمن هوامش واسعة من الأنسجة السليمة المظهر، تليها خزعة شامل واستصال إضافي إذا لزم الأمر. يكون مصير المرض في المرحلة 1 بعد عملية الإستئصال غالبا إيجابي إلى حد ما، ولكن إذا كان الورم من المستوى 2 و3، فإن مصير المرض أسوأ لأن الخلايا السرطانية من المرجح أن تنتشر إلى أماكن أخرى. ويمكن أن يكون موقع الورم إما في الأنسجة المجاورة أو على نطاق نظام ككل مثل الرئتين والكليتين والكبد. في هذه الحالات يكون مصير المرض قاتم وتكون الطريقة الوحيدة للسيطرة على السرطان هي العلاج الكيميائي والعلاج الإشعاعي.
يمكن أن يتطور السرطان مغزلي الخلايا بسبب مجموعة متنوعة من الأسباب، بما في ذلك الوراثة ولكن أيضا قد يكون سببه مجموعة من العوامل الأخرى بما في ذلك الضرر والتهاب في المرضى التي يعتقد بالفعل أن يكون ميالا إلى مثل هذه الأورام. الخلايا المغزلية هي جزء طبيعي من استجابة الجسم للإصابة. في استجابة لإصابة أو عدوى، أو استجابة مناعية أخرى سوف تبدأ الأنسجة الضامة في الانقسام لتعمل على شفاء المنطقة المصابة، وإذا كانت الأنسجة مهيئة لسرطان الخلايا المغزلية قد يؤدي التحول العالي للخلايا بنسبة قليلة إلى أن تصبح الخلايا سرطانية وتشكل الأورام.